# Alangium rotundifolium
Alangium rotundifolium là một loài thực vật có hoa trong họ Cornaceae. Loài này được (Hassk.) Bloemb. miêu tả khoa học đầu tiên năm 1935.